# Атте Енгрен
Атте Енгрен (фін. Atte Engren; 19 лютого 1988, м. Раума, Фінляндія) — фінський хокеїст, воротар. Виступає за «Спартак» (Москва) у Континентальній хокейній лізі.
Вихованець хокейної школи «Лукко» (Раума). Виступав за «Лукко» (Раума), «Хоккі» (Каяані), ТПС (Турку), «Кієкко-Вантаа», ТуТо (Турку), «Мілвокі Адміралс» (АХЛ), «Лев» (Прага), «Атлант» (Митищі).
У складі національної збірної Фінляндії учасник чемпіонатів світу 2013 і 2015 (0 матчів). У складі юніорської збірної Фінляндії учасник чемпіонату світу 2004.
Досягнення
- Чемпіон Фінляндії (2010)
- Срібний призер юніорського чемпіонату світу (2004)

Нагороди
- Нагорода Урпо Ілонена (2010) — найкращий воротар Лійги